# Dominikanerkloster Eichstätt
Das Dominikanerkloster Eichstätt ist ein ehemaliges Kloster dieses Predigerordens in Eichstätt im Bistum Eichstätt.

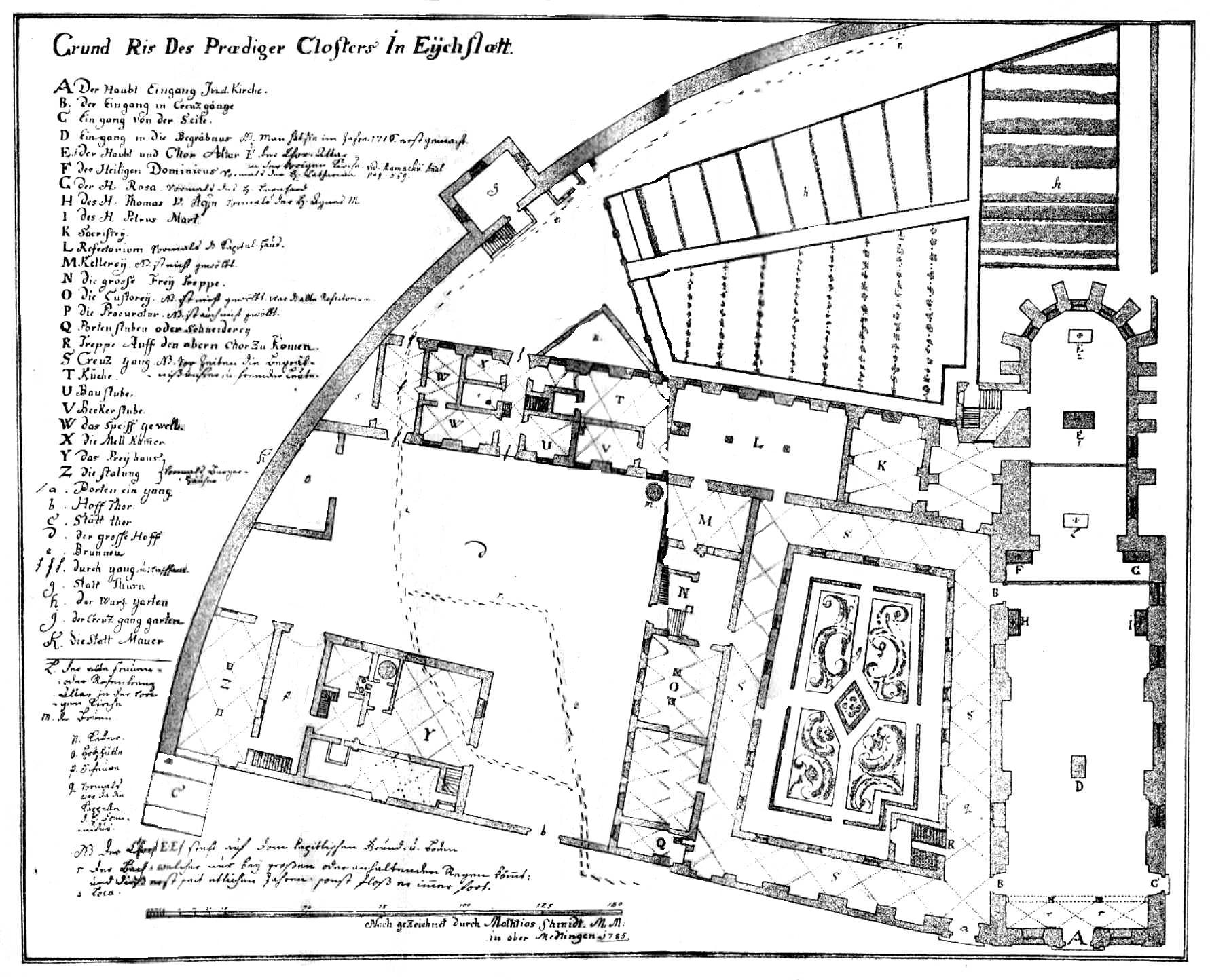
Grundriss des Dominikanerklosters 1785

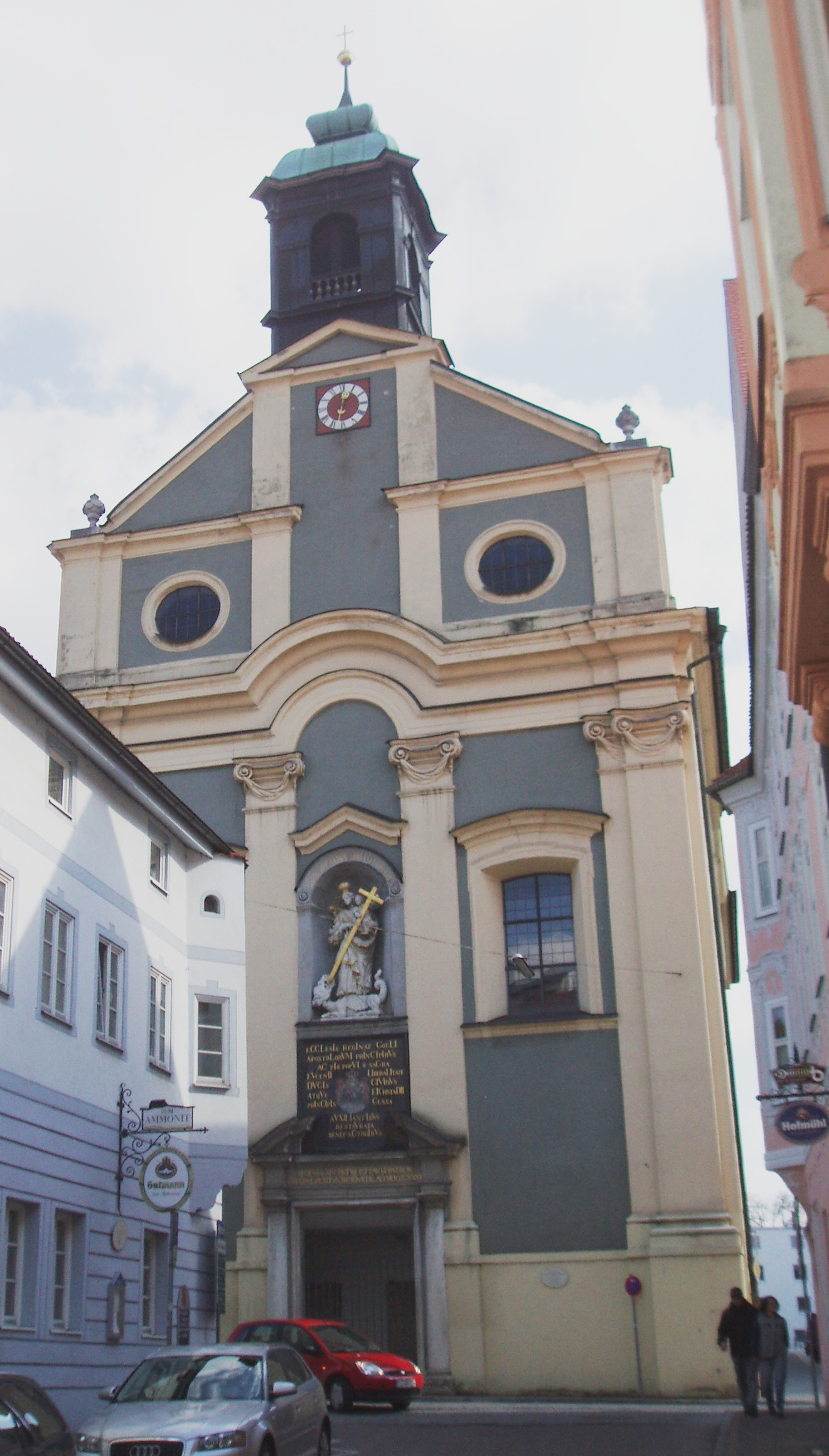
Die Kirche heute mit der 1975 wiederhergestellten Fassade

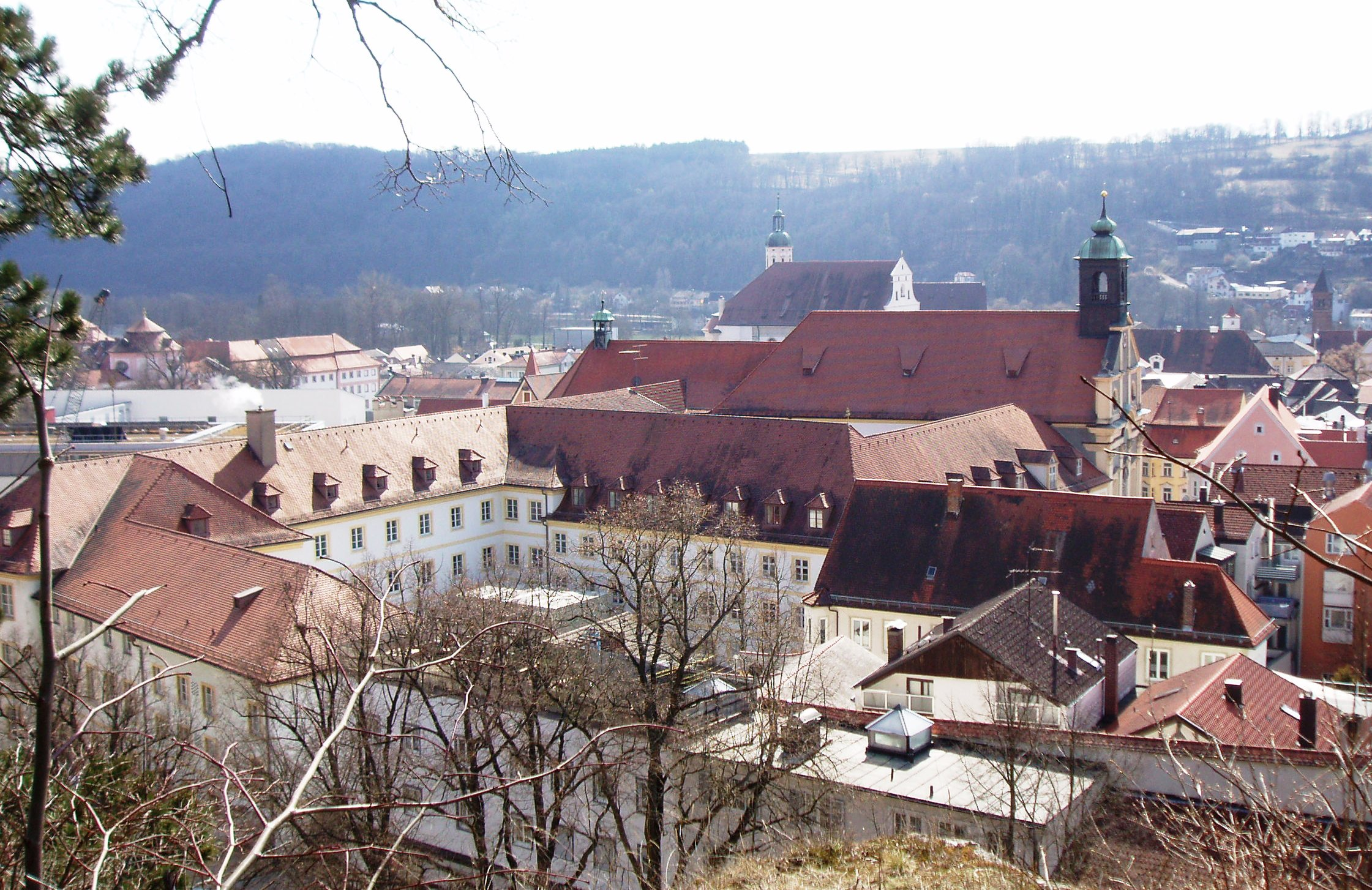
Das ehemalige Kloster heute

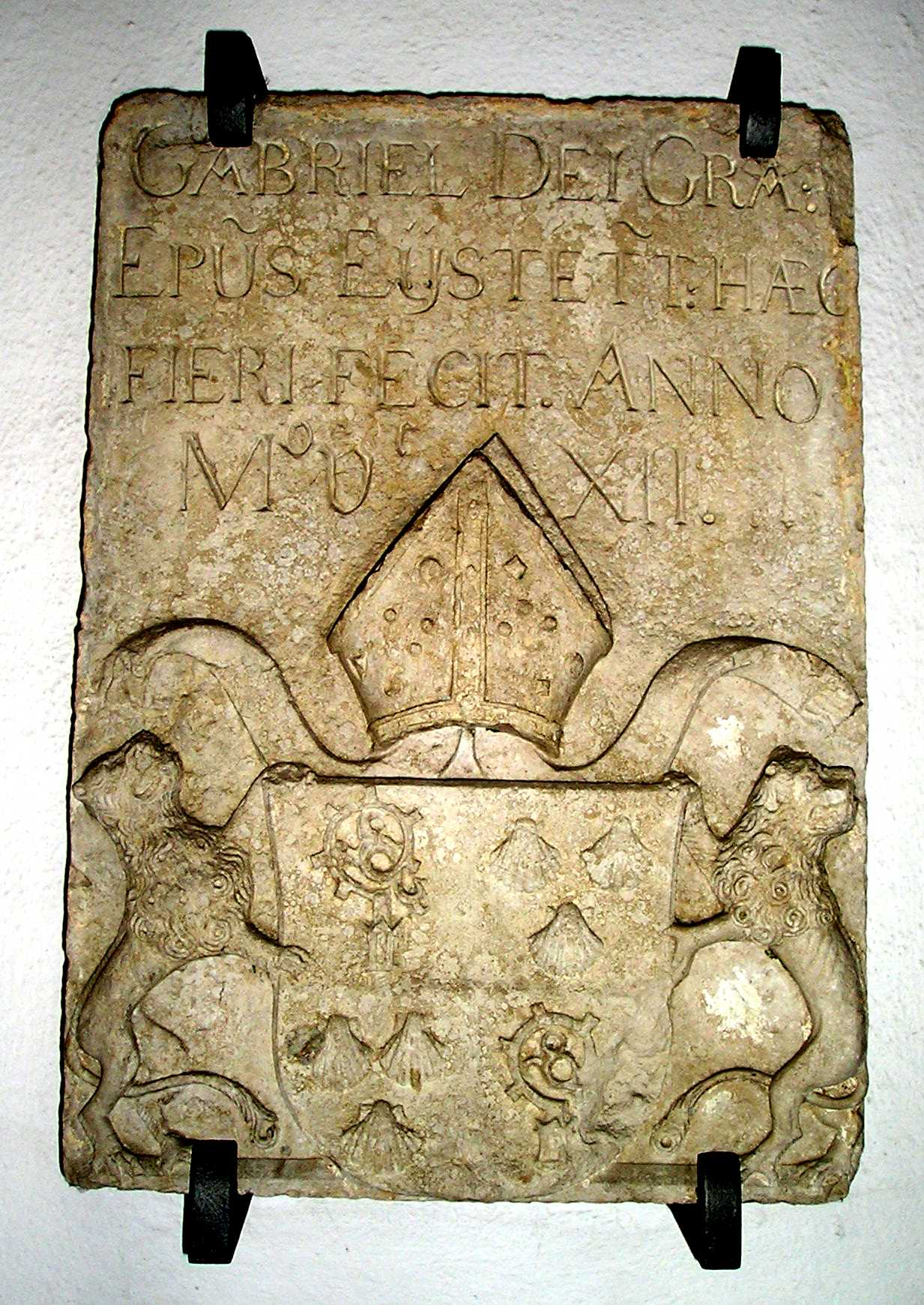
Wappenstein des Fürstbischofs Gabriel von Eyb im ehemaligen Dominikanerkloster

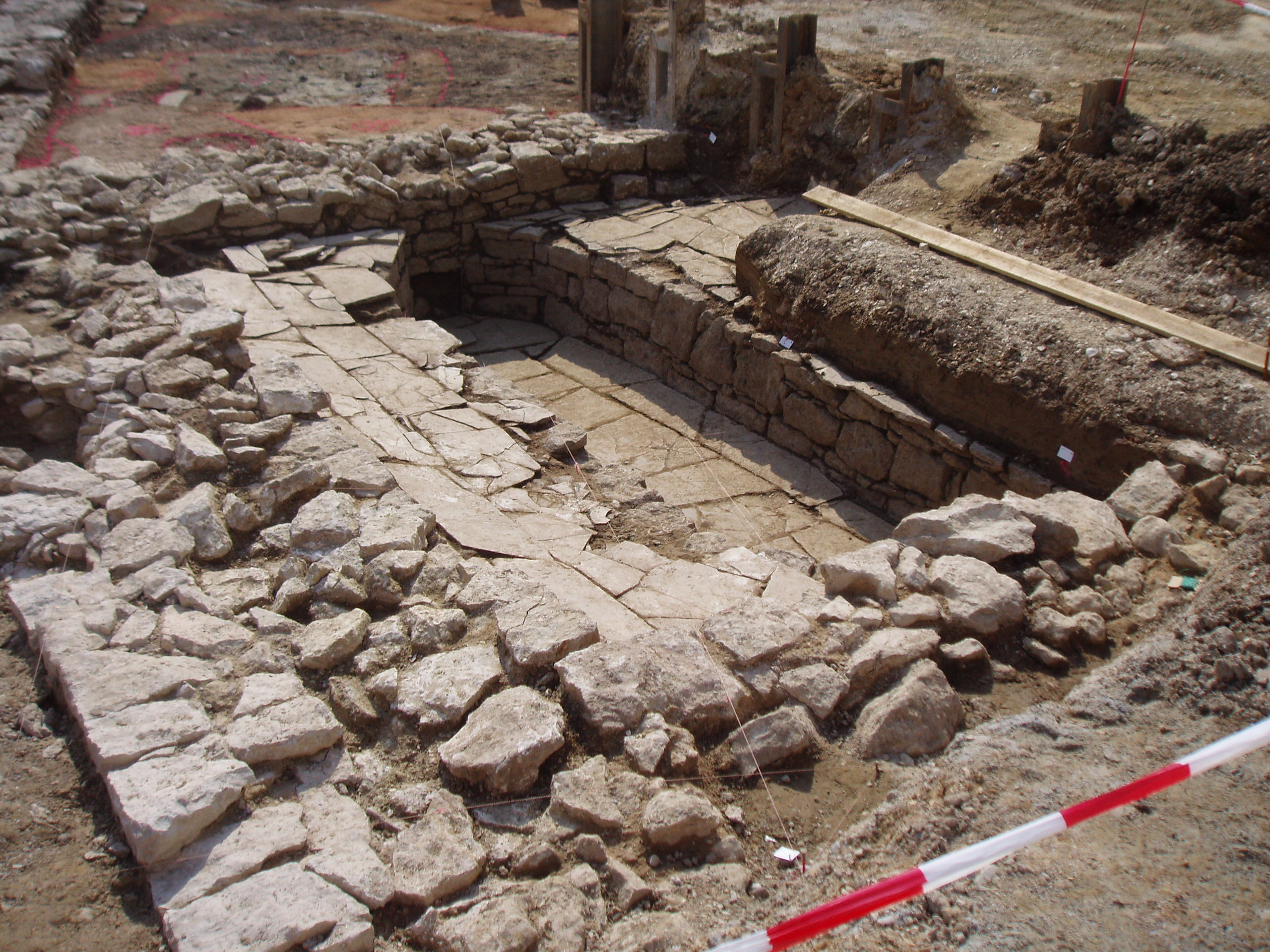
Die in der Barockzeit in einen Stadtmauerturm eingerichtete Großlatrine des Klosters

## Gründung und Aufbau
Sophie, Gemahlin des Grafen Gebhard VI. von Hirschberg († 1289) und Schwester des Bayernherzogs Ludwig der Strenge, stiftete zusammen mit ihren Söhnen Gerhard († 1280) und Gebhard VII. († 1305) 1271 ein Grundstück zur Errichtung eines Klosters des Predigerordens der Dominikaner an der nordöstlichen Stadtmauer in Eichstätt (heute Luitpoldstraße). Den Bauplan des Klosters entwarf der Dominikaner Adalbero von Mässingen. Die Besiedelung des bald fertiggestellten und 1274 oder 1275 zum vollberechtigten Dominikaner-Konvent erhobenen Klosters erfolgte vom Regensburger Dominikanerkloster aus, nach anderer Überlieferung von Augsburg aus. Damit war gemäß einem Verzeichnis von 1301 das 30. Kloster in der Dominikaner-Ordensprovinz „Teutonia“ und dort in der „natio Bavaria“ ins Leben gerufen. Der erste urkundlich gesicherte Prior war Friedrich von Kirchberg, der 1291 eine Urkunde siegelte; Voraussetzung für ein Priorat war, dass der Konvent zwölf Kleriker aufwies.
Die Klosteranlage wurde im letzten Drittel des 13. Jahrhunderts weiter ausgebaut und eine Kirche im Stil der Gotik errichtet. Mehrere deutsche und ausländische Bischöfe förderten zwischen 1278 und 1287 den „Bau der Predigerbrüder in Eichstätt“ durch Ablasserteilung. Das Kloster brannte am 8. September 1366 weitgehend aus, wurde aber mit Hilfe des Eichstätter Fürstbischofs Raban Truchseß von Wilburgstetten wieder instand gesetzt.

## Wissenschaftliche Bedeutung
Bei den Eichstättern Dominikanern war ab eines unbekannten Zeitpunkts, aber wohl schon sehr früh, ein akademisches Hausstudium eingerichtet, um den Ordensnachwuchs in Theologie zu unterweisen. Das Studium der Dominikanerkleriker dauerte acht Jahre; Lektoren, die sogenannten Lesmeister, die das Hausstudium betrieben, mussten zuvor ein zweijähriges Ergänzungsstudium absolvieren. Nur derjenige Kleriker durfte nach Ordensbestimmungen von 1220 und 1228 predigen, der ein abgeschlossenes Studium aufwies. Mit der Anerkennung des Eichstätter Klosters als Priorat, spätestens 1278, ist gemäß Ordensvorschrift in Eichstätt mit einem Lektor zu rechnen. Erste schriftliche Nachrichten über Schule und Lektoren im Eichstätter Kloster finden sich jedoch erst für das 14. Jahrhundert in den Niederschriften von Apollinaris Nittermayr, der von 1780 bis 1783 Lektor der Theologie, Novizenmeister, Geschichtsschreiber und letzter Bibliothekar des Klosters und danach Domprediger war. Einer der bedeutendsten Professoren der Eichstätter Dominikaner war Georg Schwarz (Nigri) mit dem Humanistennamen Nigri. Mehrere Eichstätter Prioren hatten an der Universität Bologna studiert.
Die erste Klosterbibliothek als Voraussetzung für das Hausstudium und die Predigtaufgabe des Ordens dürfte beim Brand im 14. Jahrhundert vernichtet worden sein. Die Aufzeichnungen von Apollinaris Nittermayr geben wieder, dass seit dem 16. Jahrhundert größere Büchervermächtnisse in der Regel als Messstiftung, also mit der Verpflichtung, für den Verstorbenen regelmäßig Messen zu lesen, hinterlassen wurden. Einige Buchbestände wurden aber auch käuflich erworben. Darüber hinaus haben mehrere Fürstbischöfe Eichstätts die Bibliothek gefördert. Etwa 100 Bücher vermachte Georg Truchseß, ehemaliger Abt des in der Reformation aufgehobenen Klosters Auhausen an der Wörnitz (1465–1552), dem Eichstätter Konvent; er bedankte sich damit für die Aufnahme, die er dort im Exil gefunden hatte. Größere Buchnachlässe kamen testamentarisch oder durch Ankauf hinzu, so die Bibliotheken des Kanonikers am Eichstätter Willibaldschor und Pfarrers in Landershofen Christoph Braun (um 1560–1611), des Dompredigers Adam Schmid (um 1550–1616), des fürstbischöflichen Verwalter Laurentius Schmidt († um 1673), des Pfarrers Friedrich Seßler von Haußheim († 1733), des Mörnsheimer Kaplans Friedrich Anton Strobel (Erwerb 1743) und des bischöflichen Offizials und Rats Joseph Heinrich Jakob de Battis (1728–1786), der dem Konvent allein 3000 Bände vermachte. Dennoch zählte die Eichstätter Dominikanerbibliothek mit am Schluss rund 100.000 Bänden bei der Aufhebung in der Säkularisation zu den kleineren Klosterbibliotheken.
Ab 1645 und 1652 konnten die Dominikaner an ihrer Hausschule auch Philosophie lehren. Durch die Aufnahme von anderen als Ordensstudenten kam es jedoch zu Spannungen mit den Eichstätter Jesuiten, die ebenfalls Philosophie lehrten. In der Folge war es den Dominikanern zeitweise verboten, Stadtkandidaten zu den Vorlesungen zuzulassen.

## Blütezeit
Welche Bedeutung dem Predigerorden zukam, wird daraus ersichtlich, dass es im Kirchenjahr etwa einhundert Sonn- und Feiertage gab, an denen die Dominikaner als Prediger gefragt waren. 1447 wurde das Eichstätter Kloster auf Ansuchen des Fürstbischofs Johann III. von Eych durch den Nürnberger Konvent des Ordens reformiert. Der Prior wurde abgesetzt und uneinsichtige Mönche vertrieben. Nach Wiederherstellung der Klosterdisziplin konnte der Bischof den Dominikanern das 1460 in Eichstätt gegründete Augustinerchorfrauen-Kloster unterstellen, bis die Chorfrauen ihr neuerbautes Stift in Marienstein bezogen und dann dem näheren Rebdorfer Augustinerchorherrenstift unterstanden. Seit dem 15. Jahrhundert lehrte ein Dominikaner an der Eichstätter Domschule Theologie. In der Eichstätter Ordensniederlassung wurden insgesamt acht Provinzkapitel abgehalten (1454, 1501, 1509, 1602, 1669, 1701, 1740 und 1773), was die Bedeutung des Klosters während dieser vier Jahrhunderte unterstreicht.
In seiner Blütezeit um 1520 hatte der Eichstätter Dominikanerkonvent 42 Mitglieder und war damit eines der größten Dominikanerniederlassungen in der Ordensprovinz Teutonia. Aber mit dem Aussterben der Generation, die bis zum Beginn der Reformation in den Orden eingetreten war, trat Nachwuchsmangel auf; bis 1589 war der Konvent auf zwei, drei Ordensbrüder geschrumpft. Dies ging einher mit einem wirtschaftlichen Niedergang, so dass sich der Eichstätter Fürstbischof Johann Konrad von Gemmingen 1597 genötigt sah, das Kloster finanziell zu unterstützen. Bald darauf scheint eine wirtschaftliche Erholung eingetreten zu sein, denn schon 1611 konnte die Bibliothek des Kanonikers Christoph Braun für 80 Gulden gekauft werden, und 1625 bis 1629 wurde die Klosterkirche mit Altären und sakralen Geräten neu ausgestattet. Als 1634 die Schweden Eichstätt in Brand setzten, erlitt das Kloster kaum Schäden, war aber zwischenzeitlich wieder verarmt. Durch tatkräftige Förderung von bischöflicher Seite und durch Stiftungen von Domherren und Bürgern konnte die Notzeit überwunden werden.
Aus 1644 ist bereits wieder die Errichtung eines eigenen Brauhauses überliefert.
Bald darauf machten sich die Dominikaner an den Neubau der Kirche, wobei noch erhaltenswerte ältere Bauteile mit einbezogen wurden. Ab 1661/62 wurden der West- und der Nordflügel des Klosters mit Unterstützung von Fürstbischof Marquard II. Schenk von Castell neu aufgeführt. Im 18. Jahrhundert kam es im Kloster zu einer künstlerisch bedeutenden Baumaßnahme: 1740 wurde das Treppenhaus im Nordflügel durch den fürstbischöflichen Hofbaudirektor Gabriel de Gabrieli neu gestaltet. Das Deckenfresko zeigt die Verherrlichung Gottes durch den Dominikanerorden und wurde durch Johann Michael Franz geschaffen. Auch die Fassadengliederung wurde dem barocken Zeitgeschmack angepasst. Innerhalb des Kreuzganggevierts war ein Garten angelegt. Jüngste archäologische Grabungen zeigten, dass ein am Rand des Klosters bis ins 19. Jahrhundert stehender Stadtmauerturm in der Barockzeit durch die Dominikaner zur Großlatrine mit Wasserspülung umgestaltet wurde.

## Die Klosterkirche und der Kreuzgang
Die ursprüngliche Klosterkirche wurde 1279 im gotischen Stil fertiggestellt und war dem hl. Petrus Martyr geweiht. Wohl im 15. Jahrhundert wurde das Patrozinium auf die Apostelfürsten Petrus und Paulus abgeändert. Die mittelalterliche Kirche, die schon die heutige Ausdehnung hatte, war einschiffig und im Langhaus flachgedeckt. Nur der im Zwölfeck geschlossene Chor war gewölbt. Über die Ausstattung der gotischen Kirche ist wenig bekannt; es gab ein Stifterdenkmal aus der Zeit um 1430, das sich erhalten hat, einen Altar der Eichstätter Schneiderbruderschaft und einen 1386 von den Absbergern auf Burg Rumburg gestifteten Altar vor dem Erbbegräbnis der Familie. Auch besaß die Kirche Fresken, die die Dominikanerheiligen zeigten.
Anfang des 17. Jahrhunderts wurde die Kirche umgestaltet. Obwohl laut Bauvertrag von 1630 die alte Kirche ganz abgetragen werden sollte, hat sich in der Südmauer noch das gotische Langhaus erhalten; auch blieb der gotische Chor bestehen. 1660 wurde der noch aus der Gotik vorhandene Lettner entfernt. 1688 stiftete Fürstbischof Johann Euchar Schenk von Castell eine große Madonna über dem Kirchenportal. Im 18. Jahrhundert wurde die Kirche unter Fürstbischof Johann Anton I. Knebel von Katzenelnbogen (reg. 1705–1725) durch den Eichstätter Hofbaumeister Johann Benedikt Ettl zwischen 1714 und 1723 im Barockstil neu aufgebaut. Die Innenausstattung wurde verkauft; der Überlieferung nach soll die Eichenholz-Renaissance-Kanzel aus dem späten 16. oder frühen 17. Jahrhundert in die katholische Kirche von Biesenhard verbracht worden sein. Die Dominikanerkirche Eichstätts wird auch Peterskirche genannt; sie besaß eine 1716 geschaffene Gruft, die erst 1967 mit Umbettung der Toten in den als Studienkirche genutzten Chor aufgelöst wurde. Nach der Säkularisation 1806 war die Kirche profaniert, bis der neue Besitzer des ehemaligen Klosters, Herzog Eugen von Leuchtenberg, 1822 die Kirche wieder zum sakralen Gebrauch zur Verfügung stellte.
Im südlich an die Kirche anstoßenden Kreuzgang ist im Ost- und im Westflügel noch je ein Spitzbogentor des frühen 14. Jahrhunderts vorhanden. Die Fenstergewände des Kreuzganges mit den flachen Korbbogen stammen wohl aus dem Anfang des 17. Jahrhunderts und sind im Stil der Barockgotik.
In der Nacht vom 19. auf den 20. Oktober 1918 brannten der Ostflügel und die Kirche aus, der Kirchturm, ein Dachreiter in der Mitte des Langhausdaches, stürzte in die Kirche. Von der Inneneinrichtung konnte fast nichts gerettet werden. Bis 1975 blieb die Kirche Ruine, dann wurde sie, durch eine Wand in zwei Teile getrennt, mit dem Langhaus Aula und mit dem unversehrt gebliebenen Ostchor Studienkirche des Deutschen Gymnasiums.

## Aufhebung und Nachfolgenutzung
Die Aufhebung des Klosters erfolgte 1806 im Zuge der Säkularisation unter dem letzten Prior Peter Zurwesten. Zu diesem Zeitpunkt wies das Kloster an Grundbesitz 120 Tagwerk Wald, drei Tagwerk Feld und ein Fischwasser auf. 1818 richtete der neue Besitzer Herzog Eugen von Leuchtenberg im ehemaligen Kloster eine „Armenbeschäftigungs- und Nahrungsanstalt“ ein. 1832 verkauften die Leuchtenberger diesen Besitz an den bayerischen Staat. Ab 5. Dezember 1835 dienten die Konventsgebäude als Lehrerseminar, ab 1880 als Lehrerbildungsanstalt stufenweise ausgebaut. 1847 gliederte man zum Praxiserwerb der angehenden Lehrer eine kleine Volksschule an. 1935 wurde die Lehrerbildungsanstalt (LBA) zur Deutschen Aufbauschule umgewandelt. Als am 8. Februar 1942 das Reichsministerium für Wissenschaft, Erziehung und Volksbildung eine Anordnung zur Wiedererrichtung von Lehrerbildungsanstalten erließ, entstand noch im gleichen Jahr im ehemaligen Dominikanerkloster eine neue LBA als reine Internatsschule, die 1944 mit der Eichstätter Oberschule zusammengelegt wurde. Nach der Entnazifizierung Deutschlands wurde bereits am 12. Februar 1946 der Schul- und Heimbetrieb der LBA Eichstätt wiederaufgenommen. Diese wurde 1954 zum „Institut für Lehrerbildung“ erhoben, aber bereits mit dem Schuljahr 1955/56, nachdem in Bayern Pädagogische Hochschulen die Lehrerausbildung übernommen hatten, um die zusätzlich angegliederte öffentliche „Deutsche Aufbauschule“ ergänzt und bald in „Oberrealschule“ umbenannt. Ab 1965 setzte sich die heutige Bezeichnung: Gabrieli-Gymnasium (Musisches Gymnasium mit Schülerheim) durch. Diese werden seit 1977 gemischtgeschlechtlich besucht. Nach zahllosen An- und Umbauten beherbergen die Gebäude heute ca. 800 Tages- und Fahrschüler, sowie ganzjährig über fünfzig Internatsbewohner und etwa dreißig Nutzer des Tagesheimes. Das gesamte Areal genießt mit Nr. D-1-76-123-127 größtenteils Baudenkmals- und Ensembleschutz.

## Bedeutende Eichstätter Dominikaner
- Friedrich von Berching, Verfasser eines Traktats von 1381 über die Sieben freien Künste und theologischer Untersuchungen von 1424.
- Heinrich Gotsberger (15. Jahrhundert), aus Eichstätt stammend, der als Prior (1427/28) u. a. die „Eichstätter Evangelienpostille“, eine Bilderhandschrift um 1425 (heute als Cod. st 212[5] in der Universitätsbibliothek Eichstätt), ankaufte.
- Georg Schwarz (Nigri) alias Nigri (* 1434), Dr. der Theologie, Prior in Eichstätt 1469–1471, Professor an der Universität Ingolstadt
- Eustachius Mair († 22. Oktober 1634). General- und Rosenkranzprediger, ab 1625 im Wiener Dominikanerkloster Subprior und Prediger, Gründer der Wiener Erzbruderschaft vom hl. Rosenkranz
- Joseph Dusacker aus dem Elsass, 1701–1709 Prior der Eichstätter Klosters und anschließend der erste Provinzial der 1709 neu gefassten Ordensprovinz Saxonia
- Georg Willibald Apollinaris Nittermayr (* 1744 in Eichstätt), Novizenmeister, Bibliothekar, nach der Säkularisation Domprediger, † 25. November 1820 im Ruf der Heiligkeit